# Lampart z Ankary (film)
Lampart z Ankary (tur. Anadolu leoparı) – turecki sensacyjny dramat społeczny z 2021 roku w reżyserii i według scenariusza Emre Kayişa.
Film powstał w koprodukcji turecko-niemiecko-duńsko-polskiej (z udziałem PISF). Zdjęcia kręcono w Ankarze i Poznaniu. Premiera odbyła się podczas MFF w Toronto, gdzie obraz uzyskał dla reżysera Nagrodę Specjalną FIPRESCI. 
Jako tło muzyczne fabuły wykorzystano utwory Bacha, Vivaldiego, Schuberta.  

## Fabuła
Fikret, dyrektor najstarszego, lecz upadającego tureckiego zoo, stoi w obliczu likwidacji tej instytucji, zagrożonej wykupieniem przez arabskich biznesmenów i przekształceniem w dochodowy park rozrywki. Gwarancją dalszego przetrwania ogrodu zoologicznego jest obecność Herkulesa, rzadkiego podgatunku lamparta, posiadającego status zwierzęcia chronionego. Gdy jednak zwierzę nieoczekiwanie pada, jedynym wyjściem zdaje się ukrycie jego śmierci i sfingowanie rzekomej ucieczki. W tej sprawie dyrektor znajduje pomoc i zyskuje współdziałanie ze strony starych pracowników zoo, przed wszystkim jego wiernej asystentki Gamze. W trakcie tych zabiegów milczący, zamknięty w sobie i nietowarzyski Fikret uświadamia sobie, że łączące ich oboje poufne działania wyzwalają w nim potrzebę zaistnienia bliskiej mu osoby. Jednakże zbliżenie tak dojrzałych i różniących się osobowości przychodzi niełatwo. Natomiast władze prowadzące śledztwo z udziałem miejscowego prokuratora, ostatecznie przyjmują spreparowaną, wygodną wersję odnalezienia i przypadkowego zastrzelenia lamparta.

## Obsada
- Uğur Polat – Fikret Öztürk, dyrektor ankarskiego zoo
- İpek Türktan – Gamze, jego asystentka
- Hatice Aslan – Tezer, jego była żona
- Seyithan Özdemir – Ibo (Ibrahim), opiekun lamparta
- Ege Aydan – Nevzat, prawnik Arabów
- Osman Alkas – burmistrz
- Nuri Gökasan – naczelnik policji
- Tansu Biçer – prokurator Kaymaz
- Emrah Özdemir – policjant
- Muttalip Müjdeci – pracownik zoo
- Ezgi Gör – Leyla, córka Fikreta